# Parafia Wniebowzięcia Najświętszej Maryi Panny w Bystrzycy
Parafia Wniebowzięcia Najświętszej Maryi Panny w Bystrzycy – parafia rzymskokatolicka, znajdująca się w archidiecezji lubelskiej, w dekanacie Lublin – Podmiejski.
Według stanu na miesiąc grudzień 2016 liczba wiernych w parafii wynosiła 1979 osób.

## Zasięg parafii
Do parafii należą wierni z następujących miejscowości: Bystrzyca, Kolonia Bystrzyca, Charlęż, Dziuchów, Sobianowice, Swoboda,